# Philotas
Philotas (altgriechisch Φιλώτας Philṓtas; † 330 v. Chr.) war ein Feldherr Alexanders des Großen von Makedonien, der bei diesem jedoch schließlich in Ungnade fiel und hingerichtet wurde.

## Leben

### Herkunft und Jugend
Philotas entstammte dem höchsten makedonischen Adel. Er war der älteste Sohn des Parmenion, eines der wichtigsten Getreuen und Feldherren des Königs Philipp II. Seine Brüder waren Nikanor und Hektor, eine namentlich nicht bekannte Schwester war mit den Feldherren Attalos (einem Alexanderfeind) und Koinos verheiratet. Philotas gehörte nicht dem Kreis der Jugendgefährten (syntrophoi) des Prinzen Alexander an. Vielmehr war er ein Gefährte des Amyntas IV., des von Philipp II. aus der Herrschaft verdrängten Königs. 336 v. Chr. wurde er als ein Zeuge Philipps II. genannt, nachdem dieser Alexander im Zuge der Pixodaros-Affäre vom Hof verbannt hatte. Vermutlich diente Philotas dem alten König als Informant über das eigenmächtige Handeln des Prinzen, was ein eher negatives Licht auf die Beziehung zwischen ihm und Alexander wirft.

### Militärische Karriere unter Alexander
In den ersten Jahren des Asienfeldzuges kommandierte Philotas als Hipparch die Hetairenreiterei, den wichtigsten Truppenteil des makedonischen Heeres. Zusammen mit seinem Vater Parmenion war er maßgeblich für die Durchführung des Asienfeldzugs und der Schlachten verantwortlich (z. B. am Granikos, Arrian 1,14,1; bei der Belagerung von Milet, Arrian 1,19,8; bei Gaugamela, Arrian 3,11,8). Sein Bruder Nikanor kommandierte die Hypaspisten, eine spezielle Eliteeinheit von Fußsoldaten. Während des Aufenthaltes in Ägypten 332/331 v. Chr. vertraute er seiner Mätresse Antigone an, dass Alexander die großen Siege gegen die Perser allein ihm und seinem Vater zu verdanken habe. Ohne ihn sei der König nichts als ein Kind. Antigone berichtete diese Äußerungen dem Feldherrn Krateros, der sie wiederum Alexander mitteilte. Innerhalb der Heeresführung sorgten diese verbalen Angriffe auf das Ansehen des Königs für Unmut, selbst von seinem Vater wurde Philotas deshalb zurechtgewiesen, sich nicht größer zu machen als er war. Alexander selbst zog daraus keine Konsequenzen. In Ägypten starb der Bruder Hektor, der mit allen militärischen Ehren bestattet wurde. In der Schlacht bei Gaugamela war Philotas wie üblich Hipparch der Hetairenreiterei, wenngleich Alexander diese Abteilung persönlich in die Schlacht führte. Nachdem der persische Großkönig Dareios III. die Flucht ergriffen hatte, riet Philotas von einer Verfolgung ab, um stattdessen dem in Bedrängnis geratenen linken Heeresflügel, der von seinem Vater geführt wurde, zu Hilfe zu kommen. Nach der Einnahme der Persis blieb Parmenion in Ekbatana zurück, um von dort aus den Nachschub für das weiterziehende Heer sicherzustellen. Damit schied Philotas' Vater sowohl aus der militärischen Führung als auch aus der unmittelbaren Gefolgschaft des Königs aus. Parmenion war zuvor schon mehrfach als Kritiker der von Alexander geförderten Orientalisierung des Heeres und des Weiterzuges in den asiatischen Osten aufgefallen. Als im Herbst des Jahres 330 v. Chr. auch Nikanor gestorben war, erhielt Philotas von Alexander die Weisung, für die Bestattung des Bruders in der Provinz Areia zu sorgen, während das Heer weiter zog. Damit schied auch Philotas für einen kurzen Zeitraum aus dem Führungsstab aus.

### Prozess und Hinrichtung
Philotas stieß wieder zum Heer, als dieses in Phrada (heute Farah) lagerte, der Hauptstadt der Provinz Drangiana. Dort erhielt er von dem Soldaten Kebalinos die Meldung über eine Verschwörung mehrerer Krieger um Dimnos, welche die Ermordung des Königs beabsichtigten. Philotas sollte dies dem König mitteilen, da er als Führungsoffizier mindestens zwei Mal täglich Zugang zu ihm habe. Philotas aber ließ mehrere Gelegenheiten dazu aus, weshalb Kebalinos dann erfolgreich um eine eigene Audienz bei Alexander ersuchte, dem er den Attentatsplan und die darin Involvierten meldete. Die unterlassene Meldung brachte umgehend auch Philotas in den Verdacht, an der Konspiration teilgenommen zu haben, auch wenn sein Name nicht unter den Verschwörern genannt worden war. Mehrere Offiziere wie Krateros und Hephaistion, bei denen er sich zuvor wegen seiner Arroganz unbeliebt gemacht hatte, wie auch sein eigener Schwager Koinos stellten sich umgehend gegen ihn. Alexander forderte in dem anschließenden Verfahren vor der Heeresversammlung die Todesstrafe. Nachdem ihm dort aber keine Teilnahme an der Verschwörung nachgewiesen werden konnte, legte Philotas unter der Folter ein Geständnis ab, dabei bezichtigte er auch seinen Vater der Mitwisserschaft. Die Glaubwürdigkeit dieses Geständnisses wurde schon von antiken Historikern in Anbetracht seines Umstandes in Zweifel gezogen.
Philotas wurde letztlich zum Tod verurteilt und exekutiert. Seine Hinrichtung erfolgte entweder durch einen Speerwurf oder durch Steinigung. Seine Position als Anführer der Hetairen wurde von Hephaistion und Kleitos übernommen. Auch sein Vater Parmenion wurde kurz darauf ermordet, wohl um einer eventuellen Vergeltungsaktion vorzubeugen. Ein weiterer Grund seiner Hinrichtung war wohl außerdem, dass er das Oberhaupt seiner Familie und somit für alles Handeln der Familienmitglieder verantwortlich war.
Manche Forscher bezeichnen die Gründe für die Hinrichtung des Philotas jedoch nur als vorgeschoben. So ist etwa Ernst Badian der Ansicht, dass Philotas schlicht einer Intrige zum Opfer fiel.